# منتزه الملك عبد الله الوطني
منتزه الملك عبد الله الوطني هو منتزه وحديقة عامة في مدينة بريدة ذو تصميم يجمع بين المنتزه البري والحضري وتبلغ مساحته أكثر من 1.6 مليون مربع ، وهو أحد برامج التوازن والإصحاح البيئي لزيادة مساحة الرقعة الخضراء بمدينة بريدة.

## موقع المتنزه
يطل المتنزه على مدينة بريدة وذالك لتماشيه مع طبوغرافية الأرض الطبيعية، حيث يقع المنتزه على طريق الملك فهد عند تقاطعه مع الطريق الدائري الشرقي ، ليتمتع زائر المنتزه في منطقة ذات اطلالة خلابة على المدينة وقد نفذت دكات للجلوس مطلة على المدينة تمكن زائر المنتزه من رؤية مشهد بانورامي للمدينة من «نافورة البلازا».

## محتويات المتنزه
يحوي المتنزه عدة معالم أهمها: 

### الحديقة العطرية
تبلغ مساحتها حوالي 25000 متر مربع حيث تضم مجموعة من الزهور والنباتات العطرية.

### السهل
مناطق خاصة بألعاب الأطفال وملاعب كرة قدم ومسرح الطفل وبلازا للأطفال ونافورة وأكشاك للبيع، ومسطحات خضراء لجلوس الزوار.

### الشلال الجداري
يمكن رؤية الشلال رؤية بانوراميه من أكثر مواقع المنتزه لارتفاعه ويصب الشلال في البحيرة بشكل قطع كامل بكامل العرض والذي يبلغ حوالي 70 متر وبارتفاع 30 متر.

### البحيرة
تبلغ مساحتها حوالي 6600  متر مربع.

## الخدمات
يضم المتنزه مضامير للمشي ومحلات قهوة ومطاعم وأماكن لعب للأطفال ودورات مياه.